# Праздники Словакии
Официальные праздники в Словацкой Республике определяются Законом о праздничных, нерабочих и памятных днях от 20 октября 1993 года (словац. Zákon Národnej Rady Slovenskej Republiky z 20. októbra 1993 o štátnych sviatkoch, dňoch pracovného pokoja a pamätných dňoch) и последующими поправками к нему.
В настоящее время на официальном уровне установлено 14 нерабочих праздничных дней.

## Официальные праздники и выходные дни Словакии
Эти дни нерабочие, почти все магазины и учреждения закрыты.
| Дата                           | Название                                | Словацкое название                                     |
| ------------------------------ | --------------------------------------- | ------------------------------------------------------ |
| 1 января                       | День образования Словацкой Республики   | Deň vzniku Slovenskej republiky                        |
| 6 января                       | Богоявление                             | Zjavenie Pána (Traja králi)                            |
| март—апрель (в 2025 18 апреля) | Страстная Пятница                       | Veľkonočný piatok                                      |
| март—апрель (в 2025 21 апреля) | Пасхальный понедельник                  | Veľkonočný pondelok                                    |
| 1 мая                          | День труда                              | Sviatok práce                                          |
| 8 мая                          | День победы над фашизмом                | Deň víťazstva nad fašizmom                             |
| 5 июля                         | День Святого Кирилла и Мефодия          | Sviatok svätého Cyrila a Metoda                        |
| 29 августа                     | День Словацкого Национального Восстания | Výročie Slovenského národného povstania                |
| 15 сентября                    | День Богоматери семи страданий          | Sviatok Panny Márie Sedembolestnej, patrónky Slovenska |
| 1 ноября                       | День Всех Святых                        | Sviatok všetkých svätých                               |
| 17 ноября                      | День борьбы за свободу и демократию     | Deň boja za slobodu a demokraciu                       |
| 24 декабря                     | Сочельник                               | Štedrý deň                                             |
| 25 декабря                     | Первый день Рождества                   | Prvý sviatok vianočný                                  |
| 26 декабря                     | Второй день Рождества                   | Druhý sviatok vianočný                                 |

- в 2018 году 30 октября также был праздничным выходным днём в честь 100-летия принятия Декларации словацкого народа

## Памятные дни
- 25 марта – День прав человека (Deň zápasu za ľudské práva)
- 13 апреля – День несправедливо осужденных (Deň nespravodlivo stíhaných)
- 4 мая – Годовщина смерти М. Р. Штефаника (Výročie úmrtia M. R. Štefánika)
- 7 июня – Годовщина Меморандума словацкого народа (Výročie Memoranda národa slovenského)
- 5 июля – День заграничных словаков (Deň zahraničných Slovákov)
- 17 июля – Годовщина принятия Декларации о суверенитете Словацкой Республики (Výročie Deklarácie o zvrchovanosti Slovenskej republiky)
- 4 августа – День Матицы словацкой (Deň Matice slovenskej)
- 9 сентября – День жертв Холокоста и расового насилия (Deň obetí Holokaustu a rasového násilia)
- 19 сентября – День образования Словацкого национального совета (Deň vzniku Slovenskej národnej rady)
- 6 октября – День Героев Карпато-Дуклинской операции (Deň hrdinov Karpatsko-duklianskej operácie)
- 27 октября – День Черновской трагедии (Deň černovskej tragédie)
- 28 октября – День образования независимого Чехословацкого государства (Deň vzniku samostatného Česko-Slovenského štátu)
- 29 октября – День рождения Людовита Штура (Deň narodenia Ľudovíta Štúra)
- 30 октября – Годовщина принятия Декларации словацкого народа (Výročie Deklarácie slovenského národa)
- 31 октября – День Реформации (Deň reformácie)
- 30 декабря – День провозглашения Словакии отдельной церковной провинцией (Deň vyhlásenia Slovenska za samostatnú cirkevnú provinciu)

## Обзор праздников по годам
| Праздник                                                     | 2000 | 2001 | 2002 | 2003 | 2004 | 2005 | 2006 | 2007 | 2008 | 2009 | 2010 | 2011 | 2012 | 2013 | 2014 | 2015 | 2016 | 2017 | 2018 | 2019 | 2020 | 2021 | 2022 | 2023 | 2024 | 2025 |
| ------------------------------------------------------------ | ---- | ---- | ---- | ---- | ---- | ---- | ---- | ---- | ---- | ---- | ---- | ---- | ---- | ---- | ---- | ---- | ---- | ---- | ---- | ---- | ---- | ---- | ---- | ---- | ---- | ---- |
| 1 января – День образования Словацкой Республики             | СБ   | ПН   | ВТ   | СР   | ЧТ   | СБ   | ВС   | ПН   | ВТ   | ЧТ   | ПТ   | СБ   | ВС   | ВТ   | СР   | ЧТ   | ПТ   | ВС   | ПН   | ВТ   | СР   | ПТ   | СБ   | ВС   | ПН   | СР   |
| 6 января – Богоявление                                       | ЧТ   | СБ   | ВС   | ПН   | ВТ   | ЧТ   | ПТ   | СБ   | ВС   | ВТ   | СР   | ЧТ   | ПТ   | ВС   | ПН   | ВТ   | СР   | ПТ   | СБ   | ВС   | ПН   | СР   | ЧТ   | ПТ   | СБ   | ПН   |
| Страстная Пятница                                            | ПТ   | ПТ   | ПТ   | ПТ   | ПТ   | ПТ   | ПТ   | ПТ   | ПТ   | ПТ   | ПТ   | ПТ   | ПТ   | ПТ   | ПТ   | ПТ   | ПТ   | ПТ   | ПТ   | ПТ   | ПТ   | ПТ   | ПТ   | ПТ   | ПТ   | ПТ   |
| Пасхальный понедельник                                       | ПН   | ПН   | ПН   | ПН   | ПН   | ПН   | ПН   | ПН   | ПН   | ПН   | ПН   | ПН   | ПН   | ПН   | ПН   | ПН   | ПН   | ПН   | ПН   | ПН   | ПН   | ПН   | ПН   | ПН   | ПН   | ПН   |
| 1 мая – День труда                                           | ПН   | ВТ   | СР   | ЧТ   | СБ   | ВС   | ПН   | ВТ   | ЧТ   | ПТ   | СБ   | ВС   | ВТ   | СР   | ЧТ   | ПТ   | ВС   | ПН   | ВТ   | СР   | ПТ   | СБ   | ВС   | ПН   | СР   | ЧТ   |
| 8 мая – День победы над фашизмом                             | ПН   | ВТ   | СР   | ЧТ   | СБ   | ВС   | ПН   | ВТ   | ЧТ   | ПТ   | СБ   | ВС   | ВТ   | СР   | ЧТ   | ПТ   | ВС   | ПН   | ВТ   | СР   | ПТ   | СБ   | ВС   | ПН   | СР   | ЧТ   |
| 5 июля – День Святого Кирилла и Мефодия                      | СР   | ЧТ   | ПТ   | СБ   | ПН   | ВТ   | СР   | ЧТ   | СБ   | ВС   | ПН   | ВТ   | ЧТ   | ПТ   | СБ   | ВС   | ВТ   | СР   | ЧТ   | ПТ   | ВС   | ПН   | ВТ   | СР   | ПТ   | СБ   |
| 29 августа – День Словацкого Национального Восстания         | ВТ   | СР   | ЧТ   | ПТ   | ВС   | ПН   | ВТ   | СР   | ПТ   | СБ   | ВС   | ПН   | СР   | ЧТ   | ПТ   | СБ   | ПН   | ВТ   | СР   | ЧТ   | СБ   | ВС   | ПН   | ВТ   | ЧТ   | ПТ   |
| 1 сентября – День Конституции                                | ПТ   | СБ   | ВС   | ПН   | СР   | ЧТ   | ПТ   | СБ   | ПН   | ВТ   | СР   | ЧТ   | СБ   | ВС   | ПН   | ВТ   | ЧТ   | ПТ   | СБ   | ВС   | ВТ   | СР   | ЧТ   | ПТ   | N/A  | N/A  |
| 15 сентября – День Богоматери семи страданий                 | ПТ   | СБ   | ВС   | ПН   | СР   | ЧТ   | ПТ   | СБ   | ПН   | ВТ   | СР   | ЧТ   | СБ   | ВС   | ПН   | ВТ   | ЧТ   | ПТ   | СБ   | ВС   | ВТ   | СР   | ЧТ   | ПТ   | ВС   | ПН   |
| 30 октября – Годовщина принятия Декларации словацкого народа | N/A  | N/A  | N/A  | N/A  | N/A  | N/A  | N/A  | N/A  | N/A  | N/A  | N/A  | N/A  | N/A  | N/A  | N/A  | N/A  | N/A  | N/A  | ВТ   | N/A  | N/A  | N/A  | N/A  | N/A  | N/A  | N/A  |
| 1 ноября – День Всех Святых                                  | СР   | ЧТ   | ПТ   | СБ   | ПН   | ВТ   | СР   | ЧТ   | СБ   | ВС   | ПН   | ВТ   | ЧТ   | ПТ   | СБ   | ВС   | ВТ   | СР   | ЧТ   | ПТ   | ВС   | ПН   | ВТ   | СР   | ПТ   | СБ   |
| 17 ноября – День борьбы за свободу и демократию              | N/A  | СБ   | ВС   | ПН   | СР   | ЧТ   | ПТ   | СБ   | ПН   | ВТ   | СР   | ЧТ   | СБ   | ВС   | ПН   | ВТ   | ЧТ   | ПТ   | СБ   | ВС   | ВТ   | СР   | ЧТ   | ПТ   | ВС   | ПН   |
| 24 декабря – Сочельник                                       | ВС   | ПН   | ВТ   | СР   | ПТ   | СБ   | ВС   | ПН   | СР   | ЧТ   | ПТ   | СБ   | ПН   | ВТ   | СР   | ЧТ   | СБ   | ВС   | ПН   | ВТ   | ЧТ   | ПТ   | СБ   | ВС   | ВТ   | СР   |
| 25 декабря – Первый день Рождества                           | ПН   | ВТ   | СР   | ЧТ   | СБ   | ВС   | ПН   | ВТ   | ЧТ   | ПТ   | СБ   | ВС   | ВТ   | СР   | ЧТ   | ПТ   | ВС   | ПН   | ВТ   | СР   | ПТ   | СБ   | ВС   | ПН   | СР   | ЧТ   |
| 26 декабря – Второй день Рождества                           | ВТ   | СР   | ЧТ   | ПТ   | ВС   | ПН   | ВТ   | СР   | ПТ   | СБ   | ВС   | ПН   | СР   | ЧТ   | ПТ   | СБ   | ПН   | ВТ   | СР   | ЧТ   | СБ   | ВС   | ПН   | ВТ   | ЧТ   | ПТ   |
| Кол-во праздников, выпадающих на рабочие дни                 | 12   | 11   | 11   | 13   | 10   | 10   | 13   | 11   | 12   | 11   | 10   | 10   | 11   | 11   | 13   | 11   | 11   | 13   | 12   | 11   | 11   | 10   | 10   | 13   | 11   | 12   |